# Арман-Жан дю Плессі, герцог де Рішельє
Арман-Жан де Він'єро дю Плессі (фр. Armand-Jean de Vignerot du Plessis; 3 жовтня 1629 — 20 травня 1715) — військовий діяч Французького королівства, 2-й герцог Рішельє, пер, генерал галер.

## Життєпис
Походив з французького роду Він'єро. Старший син Франсуа де Він'єро, маркіза де Понкурле, який був сином Франсуази дю Плессі, старшої сестри кардинала Рішельє. Матір'ю Армана-Жана була Марія-Франсуаза де Гемадек. Народився 1629 року у Гаврі, де його батько був губернатором. Спочатку Арман-Жану намічали церковну кар'єру, виклопотавши абатство Сен-Уен в Руані.
Але зрештою той обрав світське життя. Кардила Рішельє призначив Армана-Жана своїм спадкоємцем в обхід його батька, що викликало невдоволення того. 1642 року після смерті кардинала прийняв ім'я дю Плюссі. Але опікунами та розпорядниками статків стають батьки Армана-Жана. Їм довелося сперечатися за герцогство Фронзак з родом Конде, яке зрештою було втрачено.
1642 року стає генералом галер. 1646 року після смерті батька призначається губернатором Гавру. На чолі флотилії протягом 1646—1647 років діяв біля неаполітанського узбережжя. 1647 року після антиіспанського повстання в Неаполі повинен був забезпечити сухопутні війська французів на чолі з герцогом Гізом. Але біля о. Капрі зіштовхнувся з іспанським флотом на чолі з Ханом Хозе Австрійським. Незважаючи на перемогу до 1648 року не зміг здійснити десант, тому повернувся до Франції.
У Франції увійшов до партії Людовика Конде. Невдовзі одружився з удовою Франсуа-Александра д'Альбре. 1651 року брав участь у Фронді принців. У 1652 році відмовився впустити Конде до Гавру й невдовзі замирився з королівським двором. 1657 року приніс присягу в Паризькому парламенті як герцог Рішельє та пер Франції.
В подальшому вів розкішне життя, внаслідок чого обтяжений численними боргами. 1661 року продав свою посаду генерала галер за 200 тис. ліврів. Також відмовився від посади губернатора Гавру. 1665 року продав королю Людовику XIV 25 своїх картин.
1679 року призначено почесним лицарем Марії Анни Баварської, дружини дофіна Людовика. 1684 року продав цю посаду за 300 тис. ліврів. Того ж року після смерті дружини одружився вдруге. 1685 року продав баронство Пон. Тоді 1688 року стає кавалером Ордену Святого Духа. 1698 року втратив другу дружину. 1702 року одружився втретє. Помер 1715 року в Парижі, фактично банкрутом.

## Родина
1. Дружина — Анна, донька Франсуа де Пуссара, маркіза де Фор.
Дітей не було.
2. Дружина — Анна-Маргарита, донька Жанна Леонардаа де Акінь, графа Гранбуа.
Діти:
- Марія (1685—1760), дружина Франсуа-Бернардін дю Шатле, графа Клермон
- Єлизавета-Маргарита (1686—1744), черниця в абатстві Сен-Ремі-де-Ланд
- Марія Габріела (1689—1770), абатиса Трезор Нотр-Дам, потім абатство Буа
- Луї-Франсуа (1696—1788), 3-й герцог Рішельє, маршал Франції

3. Дружина — Маргарита Тереза, донька Жана де Руїльє, маркіза Меле.
Дітей не було.